# Diocese de Lages
A Diocese de Lages (Dioecesis Lagensis) é uma divisão eclesiástica da Igreja Católica do estado de Santa Catarina, com sede no município de Lages. A Diocese de Lages é sufragânea da arquidiocese de Chapecó.

## Bispos
Administração local:
|                          | Nome                              | Período    | Notas                                        |
| Bispos                   | Bispos                            | Bispos     | Bispos                                       |
| ------------------------ | --------------------------------- | ---------- | -------------------------------------------- |
| 5°                       | Guilherme Antônio Werlang, M.S.F. | 2018-      |                                              |
| 4º                       | Irineu Andressa, O.F.M.           | 2009- 2016 | Nomeado Bispo de Ituiutaba                   |
| 3º                       | João Oneres Marchiori             | 1987-2009  | Emérito pela idade                           |
| 2º                       | Honorato Piazera                  | 1973-1987  | Emérito pela idade                           |
| 1º                       | Daniel Henrique Hostin, O.F.M.    | 1929-1973  |                                              |
| Bispos-coadjutores       |                                   |            |                                              |
|                          | João Oneres Marchiori             | 1983-1987  |                                              |
|                          | Honorato Piazera                  | 1966-1973  |                                              |
|                          | Alfonso Niehues                   | 1959-1965  | Nomeado Arcebispo coadjutor de Florianópolis |
| Bispos-Auxiliares        |                                   |            |                                              |
|                          | Carlos Schmitt, O.F.M.            | 1970-1974  | Renunciou                                    |
| Administrador Apostólico |                                   |            |                                              |
|                          | José Nelson Westrupp, S.C.J.      | 2017-2018  | Bispo emérito de Santo André                 |